# Pro Evolution Soccer 2008
Pro Evolution Soccer 2008 este un joc video din seria Pro Evolution Soccer. A fost lansat de Konami în octombrie 2007. Comentatorii versiunii în limba engleză sunt Jon Champion și Mark Lawrenson. Cristiano Ronaldo se află pe toate coperțile jocului PES 2008, împreună cu Michael Owen în Marea Britanie și Lucas Neill în Australia.

## Echipe

### Ligi licențiate
- Liga BBVA
- Serie A
- Ligue 1
- Eredivisie

### Ligi nelicențiate
- Barclays Premier League

### Echipe licențiate
- În afara celor din ligile licențiate:
- Anderlecht
- Club Brugge KV
- Newcastle United
- Tottenham Hotspur
- Bayern Munchen

### Echipe generice
Există o ligă separată cu 18 echipe generice (Echipa A, Echipa B etc.), care pot fi modificate, ca în jocul anterior (pe varianta de Wii nu pot fi modificate). În locul ei trebuia să fie Bundesliga, dar Konami nu a reușit să obțină licența pentru a include prima ligă germană în joc. Liga este înlocuită deobicei de patch-makeri cu Bundesliga.

## Recenzii
| Publicație | Rating | Link |
| ---------- | ------ | ---- |
| IGN        | 9.2    | Link |
| Play       | 70%    |      |
| OXM        | 8.8    |      |
| Gamespot   | 6.0    | Link |

A primit premiul de cel mai bun joc de sport pentru Wii în 2008 din partea site-ului IGN. A fost de asemenea  nominalizat la categoria cel mai bun joc pentru Wii de IGN.